# Moraea aristata
Moraea aristata är en irisväxtart som först beskrevs av Daniel Delaroche, och fick sitt nu gällande namn av Paul Friedrich August Ascherson och Karl Otto Robert Peter Paul Graebner. Moraea aristata ingår i släktet Moraea och familjen irisväxter. Inga underarter finns listade i Catalogue of Life.

## Bildgalleri

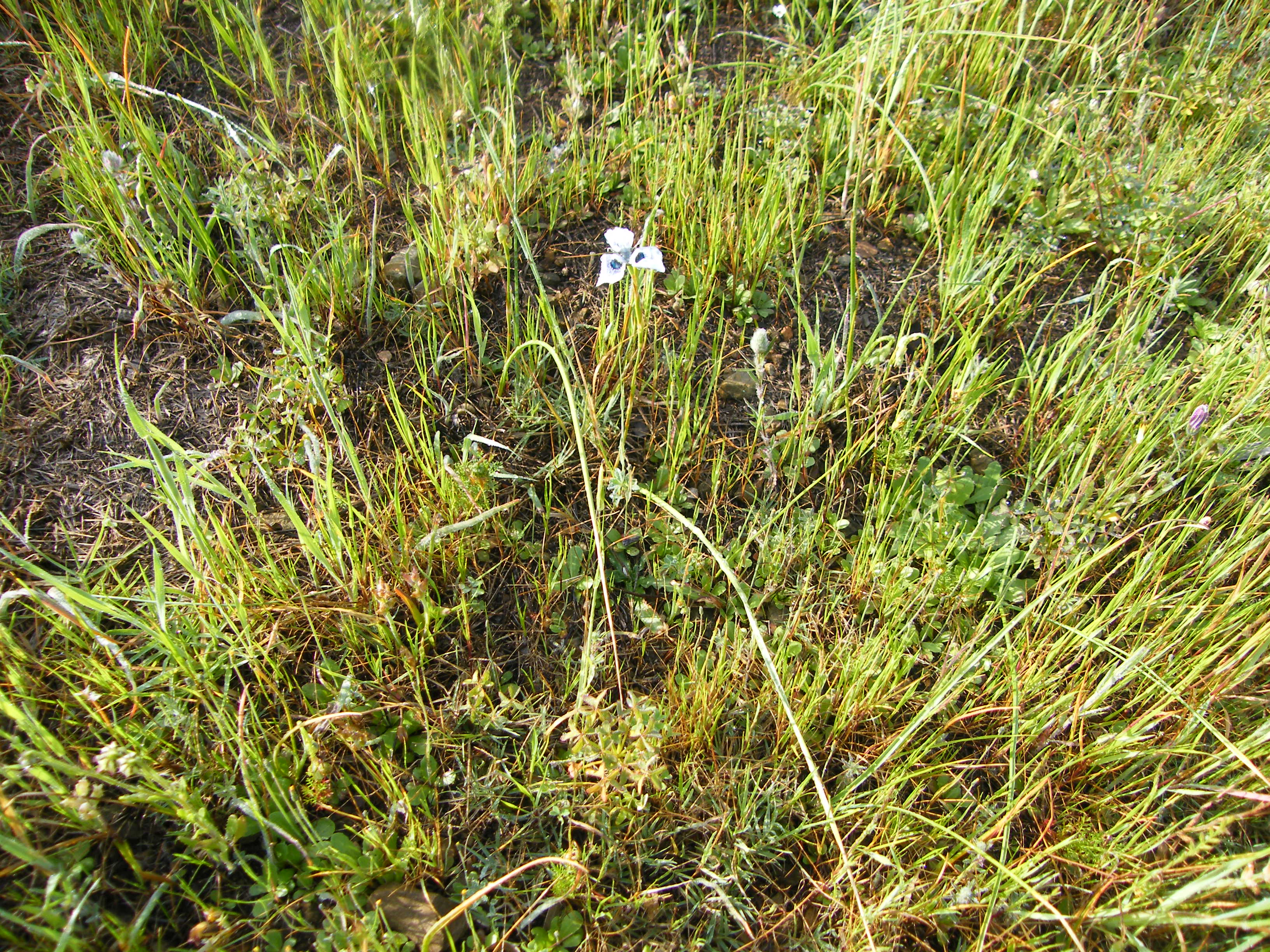
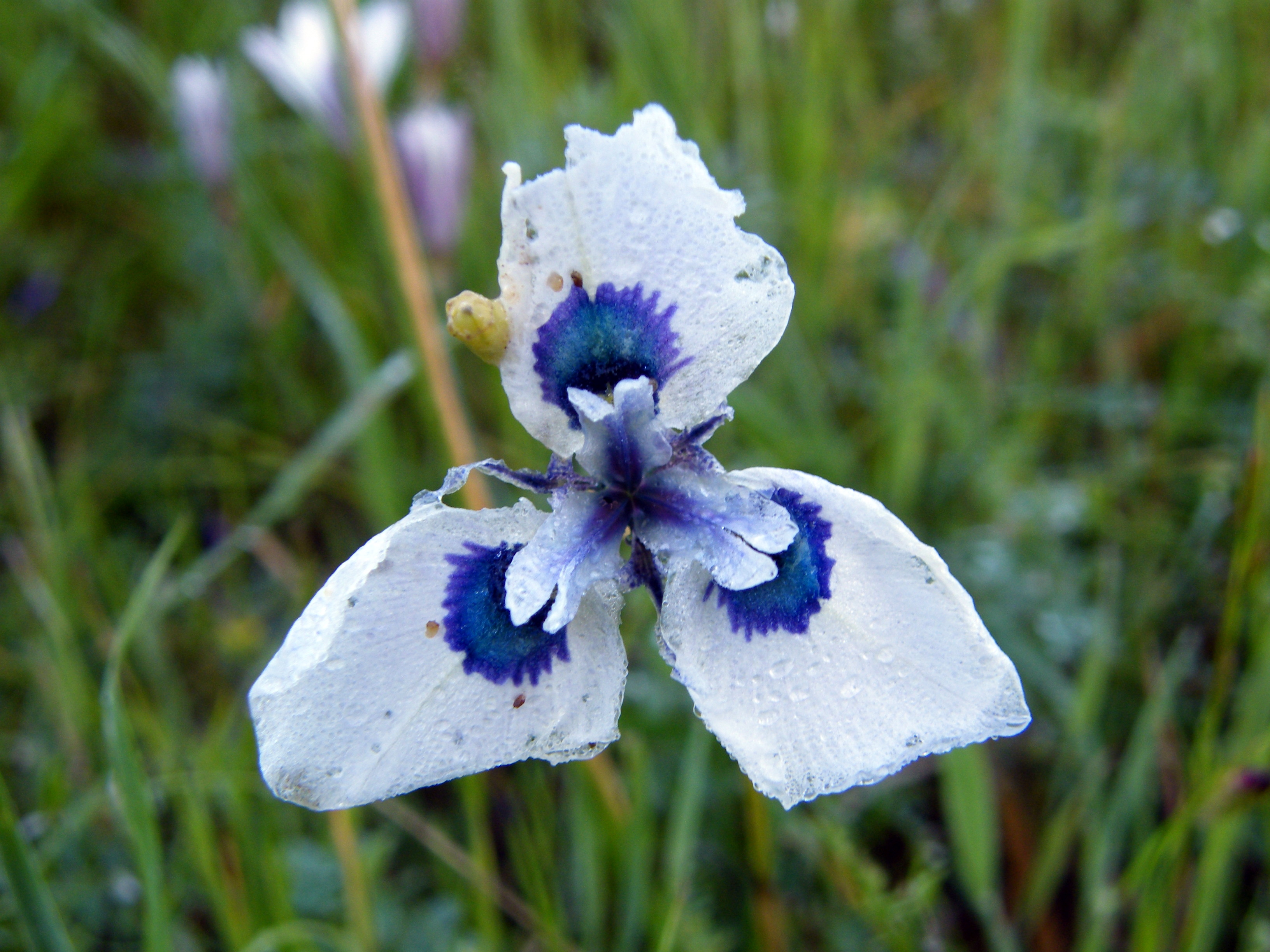
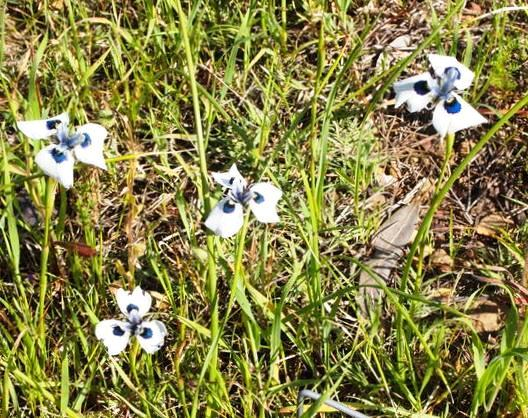